# Eleições estaduais em Mato Grosso do Sul em 2014
As eleições estaduais em Mato Grosso do Sul, em 2014, foram realizadas em 5 de outubro (1º turno) e 26 de outubro (2º turno), como parte das eleições gerais no Brasil. Os eleitores aptos a votar elegeram o Presidente da República, Governador do Estado e um Senador da República, além de 8 deputados federais e 24 deputados estaduais. Como nenhum dos candidatos a governador obtiver mais da metade dos votos válidos, um segundo turno foi realizado. Os principais candidatos a governador foram Nelson Trad Filho (PMDB), Delcídio do Amaral (PT) e Reinaldo Azambuja (PSDB). Para o Senado os principais candidatos foram Simone Tebet (PMDB), Ricardo Ayache (PT) e Antônio João Hugo Rodrigues (PSD).

## Contexto
Em 3 de outubro de 2010, o médico André Puccinelli foi reeleito governador de Mato Grosso do Sul, com 56% dos votos válidos. Puccinelli havia sido prefeito da capital Campo Grande por dois mandatos, de 1997 a 2000 e de 2001 a 2004. No pleito de 2010 – assim como em 1996 –, o atual governador derrotou seu rival político, o ex-governador José Orcírio Miranda dos Santos, o Zeca do PT.
Durante as eleições municipais em Campo Grande, em 21 de agosto de 2012, foi publicado um vídeo gravado no dia 10 de agosto, na sede do PMDB de Campo Grande, onde Puccinelli supostamente praticava coação eleitoral sobre servidores para que Edson Giroto fosse eleito prefeito da capital sul-mato-grossense. O vídeo inicia com uma funcionária comentando sobre exoneração para os convocados que não estivessem presentes, então Puccinelli, com uma lista, chama pelo nome os funcionários públicos que devem dizer sua intenção de voto para prefeito e vereador. Após o anúncio, André dava opiniões e instruções sobre o candidato escolhido pelo eleitor. O governador também dá orientações sobre a forma que devem ser as peças publicitárias dos vereadores. O caso culminou na derrota de Giroto para o adversário Alcides Bernal.
A conturbada eleição de Bernal, com uma oposição forte na Câmara Municipal, gerou a maior crise política de Campo Grande. Acusado de ineficiência, e com aliados abandonando seu governo, o prefeito foi investigado por um comissão parlamentar de inquérito e enfrentou uma comissão processante. Bernal acusou o governador André Puccinelli de comandar golpe para sua cassação de mandato, seu vice Gilmar Olarte de participar do suposto golpe, a imprensa e outros adversários políticos. A votação da cassação, em 26 de dezembro de 2013 foi suspensa pelo Tribunal de Justiça de Mato Grosso do Sul (TJ/MS), a pedido de Bernal. Uma reviravolta em 6 de março de 2014 permitiu o reinício da Processante, por decisão do Superior Tribunal de Justiça (STJ), a pedido da Câmara. Alcides Bernal foi cassado pela Câmara Municipal seis dias depois, em nove votações. O vice-prefeito, Gilmar Olarte, assumiu o cargo.
O senador Delcídio do Amaral foi apontado em março de 2014 como responsável pela indicação de Nestor Cerveró para a diretoria internacional da Petrobras. Cerveró operou a compra da refinaria de Pasadena, nos Estados Unidos, que causou prejuízos à companhia estatal. Delcídio acusou o PMDB de ter indicado Cerveró, o que gerou uma troca de acusado com o presidente do Senado, Renan Calheiros. O senador ainda entrou com liminar contra o jornal sul-mato-grossense Correio do Estado por relacioná-lo a Cerveró, mas a ação foi suspensa em seguida.
Os pré-candidatos a governador e senador, respectivamente, Delcídio do Amaral e Reinaldo Azambuja chegaram a negociar uma aliança entre PT e PSDB, mas foi vetada pelas Executivas Nacionais de ambos os partidos.

## Definição das candidaturas
- Partido do Movimento Democrático Brasileiro (PMDB): O ex-prefeito de Campo Grande e ex-secretário estadual de Articulação com os Municípios, Nelson Trad Filho, anunciou após deixar o Paço Municipal que concorreria à sucessão de André Puccinelli.[19] Na convenção do partido, Trad Filho e Janete Morais foram homologado como candidatos do partido à sucessão de André Puccinelli e Simone Tebet.[20]
- Partido dos Trabalhadores (PT): O senador Delcídio do Amaral já era apontado como candidato ao governo há alguns meses como candidato ao governo do estado.[19] Delcídio foi oficializado candidato em convenção partidária, e o deputado estadual Londres Machado foi indicado como seu vice.[21]
- Partido da Social Democracia Brasileira (PSDB): O ex-prefeito de Maracaju e deputado federal Reinaldo Azambuja tentou negociar aliança com o PT, que foi vetada pelas Executivas Nacionais de ambos os partidos.[18] Com a negativa, ele foi lançado como candidato ao Parque dos Poderes na convenção do partido.[22]
- Partido Progressista (PP): O vereador de Corumbá Evander Vendramini foi lançado como candidato ao governo do estado na convenção do partido. Como vice, o candidato terá a vereadora de Dourados Virgínia Magrini.[23]
- Partido Socialismo e Liberdade (PSOL): O professor e candidato derrotado à Prefeitura de Campo Grande em 2012, Sidney Melo, foi aclamado como candidato ao Parque dos Poderes na convenção do partido. A chapa terá o professor Waldely Vaneli como candidato a vice-governador.[24]
- Partido Socialista dos Trabalhadores Unificado (PSTU): o professor Marco Antônio Monje e o candidato derrotado à Prefeitura de Campo Grande em 2012 Suél Ferranti foram confirmados como candidato e vice ao governo do estado na convenção do partido.[25]

## Candidatos

### Governo do estado
| Candidato a governador   | Candidato a vice-governador | Número Eleitoral | Coligação                                                                            | Tempo de horário eleitoral |
| ------------------------ | --------------------------- | ---------------- | ------------------------------------------------------------------------------------ | -------------------------- |
| Nelson Trad Filho PMDB   | Janete Morais PSB           | 15               | MS Cada Vez Melhor PMDB, PSB, PSC, PRB, PRTB, PHS e PTdoB                            | 04’18”48                   |
| Delcídio do Amaral PT    | Londres Machado PR          | 13               | Mato Grosso do Sul com a Força de Todos PT, PR, PROS, PDT, PCdoB, PV, PRP, PTC e PTB | 06’20”12                   |
| Reinaldo Azambuja PSDB   | Rose Modesto PSDB           | 45               | Novo Tempo PSDB, PSD, SD, PPS, PMN e DEM                                             | 04’55”91                   |
| Evander Vendramini PP    | Virgínia Magrini PP         | 11               | - PP                                                                                 | 02’07”49                   |
| Sidney Melo PSOL         | Waldely Vaneli PSOL         | 50               | - PSOL                                                                               | 01’11”35                   |
| Marco Antônio Monje PSTU | Suél Ferranti PSTU          | 16               | - PSTU                                                                               | 01’06”67                   |

### Senado
| Candidato a senador             | 1º suplente             | 2º suplente             | Número Eleitoral | Coligação                                                                                 | Tempo de horário eleitoral |
| ------------------------------- | ----------------------- | ----------------------- | ---------------- | ----------------------------------------------------------------------------------------- | -------------------------- |
| Simone Tebet PMDB               | Celso Dal Lago PMDB     | Moacir Kohl PSB         | 151              | MS Cada Vez Melhor PMDB, PSB, PSC, PRB, PRTB, PHS e PTdoB                                 | 02’09”24                   |
| Ricardo Ayache PT               | Leocádia Petry Leme PDT | Joedi Guimarães PRP     | 133              | Mato Grosso do Sul com a Força de Todos PT, PR, PDT, PRP, PROS, PDT, PCdoB, PV, PTC e PTB | 03’10”06                   |
| Antônio João Hugo Rodrigues PSD | David Infante PSD       | Maria Lúcia Cintra PSDB | 555              | Novo Tempo PSDB, PSD, SD, PSD, PMN e DEM                                                  | 02’27”95                   |
| Alcides Bernal PP               | Ulisses Duarte PP       | Wilson Acosta PP        | 111              | - PP                                                                                      | 01’03”74                   |
| Lucien Rezende PSOL             | Alexandre Omedo PSOL    | Paulo Benites PSOL      | 500              | - PSOL                                                                                    | 00’35”67                   |
| Valdemir Cassimiro PSTU         | Niel Borba PSTU         | Délcio Cruz PSTU        | 167              | - PSTU                                                                                    | 00’33”33                   |

## Pesquisas

### Governo do Estado

#### 1º turno
| Data       | Instituto                     | Delcídio do Amaral (PT) | Nelsinho Trad (PMDB) | Reinaldo Azambuja (PSDB) | Evander Vendramini (PP) | Sidney Melo (PSOL) | Marco Antônio Monje (PSTU) | Brancos/nulos | Não souberam/Não opinaram |
| ---------- | ----------------------------- | ----------------------- | -------------------- | ------------------------ | ----------------------- | ------------------ | -------------------------- | ------------- | ------------------------- |
| 06/04/2014 | IPEMS                         | 33,33%                  | 32,84%               | 16,67%                   | -                       | -                  | -                          | -             | -                         |
| 22/05/2014 | DATAmax                       | 27,30%                  | 34,10%               | 22,80%                   | -                       | -                  | -                          | 4,10%         | 6,60%                     |
| 11/06/2014 | DATAmax                       | 44,90%                  | 28,60%               | 18,20%                   | -                       | 1,50%              | 2,10%                      | 2,10%         | 1,70%                     |
| 25/06/2014 | Fiems/Ibrape                  | 46%                     | 25%                  | 18%                      | -                       | 1%                 | 1%                         | 4%            | 4%                        |
| 17/07/2014 | DATAmax                       | 46,10%                  | 25,50%               | 18,60%                   | 0,80%                   | 1,00%              | 1,50%                      | 2,10%         | 4,30%                     |
| 07/08/2014 | IBOPE                         | 39%                     | 20%                  | 19%                      | 0%                      | 1%                 | 0%                         | 4%            | 16%                       |
| 13/08/2014 | Veritá                        | 39,3%                   | 23,7%                | 21,6%                    | 1%                      | 0,4%               | 0,7%                       | 5,3%          | 8%                        |
| 14/08/2014 | Fiems/Ibrape                  | 44%                     | 20%                  | 21%                      | 2%                      | 1%                 | 1%                         | 4%            | 7%                        |
| 29/08/2014 | DATAmax                       | 38,80%                  | 16,70%               | 21,60%                   | 0,60%                   | 0,70%              | 0,40%                      | 5,60%         | 15,70%                    |
| 04/09/2014 | IBOPE                         | 42%                     | 16%                  | 22%                      | 1%                      | 1%                 | 0%                         | 7%            | 11%                       |
| 05/09/2014 | Famasul/Companhia de Pesquisa | 36%                     | 16%                  | 23%                      | 0%                      | 1%                 | 0%                         | 5%            | 19%                       |
| 11/09/2014 | DATAmax                       | 42,50%                  | 19,10%               | 19,90%                   | 0,70%                   | 0,30%              | 0,30%                      | 5,70%         | 11,30%                    |
| 21/09/2014 | SBT MS/Vale Consultoria       | 38,17%                  | 20,94%               | 27,11%                   | 1,65%                   | 0,59%              | 0,59%                      | 3,47%         | 7,48%                     |
| 22/09/2014 | Fiems/Ibrape                  | 44%                     | 18%                  | 22%                      | 1%                      | 1%                 | 1%                         | 4%            | 9%                        |
| 23/09/2014 | IPEMS                         | 42,58%                  | 17,17%               | 26,42%                   | 0,50%                   | 0,33%              | 0,33%                      | 6,25%         | 6,42%                     |
| 25/09/2014 | IBOPE                         | 42%                     | 16%                  | 23%                      | 1%                      | 0%                 | 0%                         | 6%            | 11%                       |
| 26/09/2014 | DATAmax                       | 42,10%                  | 18,40%               | 24,40%                   | 1,10%                   | 0,50%              | 0,40%                      | 5,50%         | 7,60%                     |
| 27/09/2014 | Famasul/Companhia de Pesquisa | 39,4%                   | 18%                  | 25,9%                    | 0,5%                    | 0,4%               | 0,6%                       | 5,3%          | 10%                       |
| 02/10/2014 | SBT MS/Vale Consultoria       | 37,85%                  | 17,80%               | 30,13%                   | 1,35%                   | 0,35%              | 0,45%                      | 4,53%         | 7,54%                     |
| 03/10/2014 | Fiems/Ibrape                  | 46%                     | 16%                  | 26%                      | 1%                      | 1%                 | 0%                         | 5%            | 5%                        |
| 04/10/2014 | IBOPE                         | 39%                     | 13%                  | 33%                      | 1%                      | 1%                 | 1%                         | 6%            | 6%                        |

#### 2° turno
| Data       | Instituto               | Delcídio do Amaral (PT) | Reinaldo Azambuja (PSDB) | Brancos/nulos | Não souberam/Não opinaram |
| ---------- | ----------------------- | ----------------------- | ------------------------ | ------------- | ------------------------- |
| 10/10/2014 | SBT MS/Vale Consultoria | 37,12%                  | 49,18%                   | 4,71%         | 8,99%                     |
| 13/10/2014 | Ibope                   | 44%                     | 46%                      | 7%            | 3%                        |
| 17/10/2014 | DATAmax                 | 40,17%                  | 51,25%                   | 4,42%         | 4,17%                     |
| 18/10/2014 | SBT MS/Vale Consultoria | 37,29%                  | 50,41%                   | 5,47%         | 6,83%                     |
| 20/10/2014 | IPEMS                   | 46,39%                  | 53,61%                   | -             | -                         |
| 20/10/2014 | A Crítica/Ipespe        | 44%                     | 39%                      | 7%            | 9%                        |
| 20/10/2014 | Ibope                   | 45%                     | 46%                      | 4%            | 5%                        |
| 23/10/2014 | SBT MS/Vale Consultoria | 37,06%                  | 52,12%                   | 3,94%         | 6,88%                     |
| 25/10/2014 | DATAmax                 | 41,92%                  | 50,5%                    | 4%            | 3,58%                     |
| 25/10/2014 | IPEMS                   | 44,70%                  | 55,30%                   | -             | -                         |
| 25/10/2014 | Ibope                   | 46%                     | 45%                      | 5%            | 4%                        |

### Senado
| Data       | Instituto               | Simone Tebet (PMDB) | Ricardo Ayache (PT) | Antônio João (PSD) | Alcides Bernal (PP) | Lucien Rezende (PSOL) | Valdemir Cassimiro (PSTU) | Brancos/nulos | Não souberam/Não opinaram |
| ---------- | ----------------------- | ------------------- | ------------------- | ------------------ | ------------------- | --------------------- | ------------------------- | ------------- | ------------------------- |
| 26/06/2014 | IBRAPE                  | 28%                 | 8%                  | 5%                 | -                   | -                     | -                         | 16%           | 43%                       |
| 13/07/2014 | DATAmax                 | 44,20%              | 4,90%               | 3,60%              | 31,80%              | -                     | -                         | 4,70%         | 7,90%                     |
| 07/08/2014 | IBOPE                   | 34%                 | 6%                  | 4%                 | 24%                 | 1%                    | 1%                        | 6%            | 22%                       |
| 14/08/2014 | Veritá                  | 34,5%               | 6,3%                | 2,4%               | 25,9%               | 2,3%                  | 1,2%                      | 8,8%          | 18,6%                     |
| 15/08/2014 | IBRAPE                  | 34%                 | 8%                  | 5%                 | 28%                 | 2%                    | 2%                        | 7%            | 14%                       |
| 31/08/2014 | DATAmax                 | 35,00%              | 9,60%               | 4,00%              | 19,30%              | 1,10%                 | 1,10%                     | 6,90%         | 23,00%                    |
| 05/09/2014 | IBOPE                   | 34%                 | 12%                 | 4%                 | 18%                 | 1%                    | 1%                        | 8%            | 22%                       |
| 15/09/2014 | DATAmax                 | 36,50%              | 12,10%              | 3,70%              | 21,70%              | 1,40%                 | 0,90%                     | 7,70%         | 16,10%                    |
| 21/09/2014 | SBT MS/Vale Consultoria | 34,94%              | 12,11%              | 7,37%              | 27,17%              | 0,71%                 | 0,05%                     | 6,17%         | 11,68%                    |
| 23/09/2014 | IPEMS                   | 37,67%              | 15,83%              | 5,67%              | 20,17%              | 0,83%                 | 1,42%                     | 6,25%         | 6,42%                     |
| 23/09/2014 | IBRAPE                  | 36%                 | 12%                 | 4%                 | 23%                 | 1%                    | 2%                        | 7%            | 15%                       |
| 26/09/2014 | IBOPE                   | 37%                 | 12%                 | 5%                 | 19%                 | 1%                    | 1%                        | 6%            | 19%                       |
| 29/09/2014 | DATAmax                 | 40%                 | 13,90%              | 4,50%              | 18,90%              | 1,10%                 | 1,70%                     | 7,50%         | 12,60%                    |
| 04/10/2014 | IBOPE                   | 40%                 | 16%                 | 5%                 | 20%                 | 2%                    | 1%                        | 7%            | 9%                        |

## Debates (televisionados ou não)

### Governo do Estado

#### 1º turno
| Data       | Organizador(es) | Mediador(a)                     | Delcídio do Amaral (PT) | Evander Vendramini (PP) | Marco Antônio Monje (PSTU) | Nelson Trad Filho (PMDB) | Reinaldo Azambuja (PSDB) | Sidney Melo (PSOL) |
| ---------- | --- | ------------------------------- | ----------------------- | ----------------------- | -------------------------- | ------------------------ | ------------------------ | ------------------ |
| 18/08/2014 | Midiamax, TV Guanandi e TV Imaculada Conceição                                                                          | Salette Lemos                   | Presente                | Presente                | Presente                   | Presente                 | Presente                 | Presente           |
| 18/09/2014 | Arquidiocese de Campo Grande, Universidade Católica Dom Bosco e TV Imaculada Conceição                                  | Prof. Dr. Heitor Romero Marques | Presente                | Presente                | Presente                   | Presente                 | Ausente                  | Presente           |
| 19/09/2014 | Ordem dos Advogados do Brasil seccional Mato Grosso do Sul (OAB/MS)                                                     | —                               | Ausente                 | Ausente                 | Ausente                    | Presente                 | Ausente                  | Ausente            |
| 21/09/2014 | Midiamax, TV Imaculada Conceição e Conexão BR                                                                           | Salette Lemos                   | Presente                | Presente                | Presente                   | Presente                 | Presente                 | Presente           |
| 24/09/2014 | Federação dos Trabalhadores em Educação de Mato Grosso do Sul (Fetems)                                                  | —                               | Ausente                 | Presente                | Presente                   | Presente                 | Ausente                  | Presente           |
| 25/09/2014 | Rádio Grande FM, Universidade Federal da Grande Dourados (UFGD) e Associação Comercial e Empresarial de Dourados (Aced) | Amarildo Ricci                  | Ausente                 | Presente                | Presente                   | Presente                 | Presente                 | Presente           |
| 26/09/2014 | SBT MS | Kennedy Alencar                 | Ausente                 | Presente                | Presente                   | Presente                 | Presente                 | Presente           |
| 30/09/2014 | TV Morena | Carlos Monforte                 | Presente                | Presente                | Não convidado              | Presente                 | Presente                 | Presente           |

#### 2º turno
| Data       | Organizador(es)                               | Mediador        | Delcídio do Amaral (PT)       | Reinaldo Azambuja (PSDB)      |
| ---------- | --------------------------------------------- | --------------- | ----------------------------- | ----------------------------- |
| 20/10/2014 | Midiamax, TV Imaculada Conceição e Conexão BR | —               | Cancelado pelos organizadores | Cancelado pelos organizadores |
| 23/10/2014 | TV Morena                                     | Carlos Monforte | Presente                      | Presente                      |

### Senado
| Data       | Organizador(es)                                                        | Alcides Bernal (PP) | Antônio João (PSD) | Lucien Rezende (PSOL) | Ricardo Ayache (PT) | Simone Tebet (PMDB) | Valdemir Cassimiro (PSTU) |
| ---------- | ---------------------------------------------------------------------- | ------------------- | ------------------ | --------------------- | ------------------- | ------------------- | ------------------------- |
| 10/09/2014 | Federação dos Trabalhadores em Educação de Mato Grosso do Sul (Fetems) | Presente            | Ausente            | Presente              | Presente            | Presente            | Presente                  |

## Resultados

### Governador
| Candidato(a)             | Vice                     | 1º turno 5 de outubro de 2014 | 1º turno 5 de outubro de 2014 | 2º turno 26 de outubro de 2014 | 2º turno 26 de outubro de 2014 |
| Candidato(a)             | Vice                     | Total                         | Percentagem                   | Total                          | Percentagem                    |
| ------------------------ | ------------------------ | ----------------------------- | ----------------------------- | ------------------------------ | ------------------------------ |
| Reinaldo Azambuja (PSDB) | Rose Modesto (PSDB)      | 516.744                       | 39,09%                        | 741.516                        | 55,34%                         |
| Delcídio do Amaral (PT)  | Londres Machado (PR)     | 567.331                       | 42,92%                        | 598.461                        | 44,66%                         |
| Nelson Trad Filho (PMDB) | Janete Morais (PSB)      | 217.093                       | 16,42%                        | Não participou                 | Não participou                 |
| Evander Vendramini (PP)  | Virgínia Magrini (PP)    | 10.823                        | 0,82%                         | Não participou                 | Não participou                 |
| Professor Sidney (PSOL)  | Waldely Vaneli (PSOL)    | 7.823                         | 0,59%                         | Não participou                 | Não participou                 |
| Professor Monje (PSTU)   | Suel Ferranti (PSTU)     | 2.035                         | 0,15%                         | Não participou                 | Não participou                 |
| → Total de votos válidos | → Total de votos válidos | 1.321.849                     | 91,52%                        | 1.339.977                      | 95,91%                         |
| → Votos em branco        | → Votos em branco        | 62.041                        | 4,3%                          | 22.109                         | 1,58%                          |
| → Votos nulos            | → Votos nulos            | 60.040                        | 4,18%                         | 35.094                         | 2,51%                          |
| Total                    | Total                    | 1.444.320                     | 79,47%                        | 1.397.180                      | 76,47%                         |
| Abstenções               | Abstenções               | 373.191                       | 20,53%                        | 420.367                        | 23,13%                         |
| Total de inscritos       | Total de inscritos       | 1.817.511                     | 100%                          | 1.817.511                      | 100%                           |

#### Gráficos
| Primeiro turno - Esquema Gráfico | Primeiro turno - Esquema Gráfico | Primeiro turno - Esquema Gráfico | Primeiro turno - Esquema Gráfico | Primeiro turno - Esquema Gráfico |
| -------------------------------- | -------------------------------- | -------------------------------- | -------------------------------- | -------------------------------- |
|                                  |                                  |                                  |                                  |                                  |
| Delcídio do Amaral               | Delcídio do Amaral               |                                  | 42,92%                           | 42,92%                           |
| Reinaldo Azambuja                | Reinaldo Azambuja                |                                  | 39,09%                           | 39,09%                           |
| Nelsinho Trad                    | Nelsinho Trad                    |                                  | 16,42%                           | 16,42%                           |
| Evander Vendramini               | Evander Vendramini               |                                  | 0,82%                            | 0,82%                            |
| Professor Sidney                 | Professor Sidney                 |                                  | 0,59%                            | 0,59%                            |
| Professor Monje                  | Professor Monje                  |                                  | 0,15%                            | 0,15%                            |
| Brancos e Nulos                  | Brancos e Nulos                  |                                  | 8,48%                            | 8,48%                            |
| Abstenções                       | Abstenções                       |                                  | 20,53%                           | 20,53%                           |

| Segundo turno - Esquema Gráfico | Segundo turno - Esquema Gráfico | Segundo turno - Esquema Gráfico | Segundo turno - Esquema Gráfico | Segundo turno - Esquema Gráfico |
| ------------------------------- | ------------------------------- | ------------------------------- | ------------------------------- | ------------------------------- |
|                                 |                                 |                                 |                                 |                                 |
| Reinaldo Azambuja               | Reinaldo Azambuja               |                                 | 55,34%                          | 55,34%                          |
| Delcídio do Amaral              | Delcídio do Amaral              |                                 | 44,66%                          | 44,66%                          |
| Brancos e Nulos                 | Brancos e Nulos                 |                                 | 4,09%                           | 4,09%                           |
| Abstenções                      | Abstenções                      |                                 | 23,13%                          | 23,13%                          |

### Senador
| Candidato(a)             | Suplentes                                       | Turno único 5 de outubro de 2014 | Turno único 5 de outubro de 2014 |
| Candidato(a)             | Suplentes                                       | Total                            | Percentagem                      |
| ------------------------ | ----------------------------------------------- | -------------------------------- | -------------------------------- |
| Simone Tebet (PMDB)      | Celso Dal Lago (PMDB) Moacir Kohl (PSB)         | 640.336                          | 52,61%                           |
| Ricardo Ayache (PT)      | Leocádia Petry Leme (PDT) Joedi Guimarães (PRP) | 281.022                          | 23,09%                           |
| Alcides Bernal (PP)      | Ulisses Duarte (PP) Wilton Acosta (PP)          | 204.262                          | 16,78%                           |
| Antônio João (PSD)       | David Infante (PSD) Maria Lúcia Cintra (PSDB)   | 86.971                           | 7,15%                            |
| Lucien Rezende (PSOL)    | Alexandre Omedo (PSOL) Paulo Benites (PSOL)     | 3.056                            | 0,25%                            |
| Valdemir do PSTU (PSTU)  | Niel Borba (PSTU) Délcio do PSTU (PSTU)         | 1.435                            | 0,12%                            |
| → Total de votos válidos | → Total de votos válidos                        | 1.444.320                        | 91,52%                           |
| → Votos em branco        | → Votos em branco                               | 105.591                          | 7,31%                            |
| → Votos nulos            | → Votos nulos                                   | 121.647                          | 8,42%                            |
| Total                    | Total                                           | 1.444.320                        | 84,27%                           |
| Abstenções               | Abstenções                                      | 373.191                          | 20,53%                           |
| Total de inscritos       | Total de inscritos                              | 1.817.511                        | 100%                             |

#### Gráficos
| \| Turno único - Esquema Gráfico \| Turno único - Esquema Gráfico \| Turno único - Esquema Gráfico \| Turno único - Esquema Gráfico \| Turno único - Esquema Gráfico \| \| ----------------------------- \| ----------------------------- \| ----------------------------- \| ----------------------------- \| ----------------------------- \| \| \| \| \| \| \| \| Simone Tebet \| Simone Tebet \| \| 52,61% \| 52,61% \| \| Ricardo Ayache \| Ricardo Ayache \| \| 23,09% \| 23,09% \| \| Alcides Bernal \| Alcides Bernal \| \| 16,78% \| 16,78% \| \| Antônio João \| Antônio João \| \| 7,15% \| 7,15% \| \| Lucien Rezende \| Lucien Rezende \| \| 0,25% \| 0,25% \| \| Valdemir do PSTU \| Valdemir do PSTU \| \| 0,12% \| 0,12% \| \| Brancos e Nulos \| Brancos e Nulos \| \| 15,73% \| 15,73% \| \| Abstenções \| Abstenções \| \| 20,53% \| 20,53% \| |                  |  |        |        |
| Turno único - Esquema Gráfico |                  |  |        |        |
| |                  |  |        |        |
| Simone Tebet | Simone Tebet     |  | 52,61% | 52,61% |
| Ricardo Ayache | Ricardo Ayache   |  | 23,09% | 23,09% |
| Alcides Bernal | Alcides Bernal   |  | 16,78% | 16,78% |
| Antônio João | Antônio João     |  | 7,15%  | 7,15%  |
| Lucien Rezende | Lucien Rezende   |  | 0,25%  | 0,25%  |
| Valdemir do PSTU | Valdemir do PSTU |  | 0,12%  | 0,12%  |
| Brancos e Nulos | Brancos e Nulos  |  | 15,73% | 15,73% |
| Abstenções | Abstenções       |  | 20,53% | 20,53% |

### Deputados federais
No estado elegeram-se 8 deputados federais. O ícone  indica os que foram reeleitos.

Representação eleita
  PT: 2
  PMDB: 2
  PSB: 1
  DEM: 1
  PSDB: 1
  PDT: 1

| Candidato (a)                  | Número | Coligação                                | Votos   | Porcentagem |
| ------------------------------ | ------ | ---------------------------------------- | ------- | ----------- |
| Zeca do PT (PT)                | 1313   | Mato Grosso do Sul com a Força de Todos  | 160.556 | 12,57%      |
| Carlos Marun (PMDB)            | 1515   | MS Cada Vez Melhor                       | 91.816  | 7,19%       |
| Geraldo Resende (PMDB)         | 1511   | MS Cada Vez Melhor                       | 87.546  | 6,86%       |
| Tereza Cristina (PSB)          | 4040   | MS Cada Vez Melhor                       | 75.149  | 5,89%       |
| Vander Loubet (PT)             | 1331   | Mato Grosso do Sul com a Força dos Todos | 69.504  | 5,44%       |
| Luiz Henrique Mandetta (DEM)   | 2555   | Novo Tempo                               | 57.374  | 4,49%       |
| Marcio Monteiro (PSDB)         | 4545   | Novo Tempo                               | 56.441  | 4,42%       |
| Dagoberto Nogueira Filho (PDT) | 1234   | Mato Grosso do Sul com a Força de Todos  | 54.813  | 4,29%       |

Obs.: A tabela acima mostra somente os candidatos eleitos.

### Deputados estaduais
No estado elegeram-se 24 deputados estaduais. O ícone  indica os que foram reeleitos.

Representação eleita
  PMDB: 6
  PSDB: 4
  PT: 4
  PDT: 3
  PR: 2
  PTdoB: 2
  DEM: 1
  PEN: 1
  PSB: 1

Fonteː
| Candidato (a)              | Número | Coligação                               | Votos  | Porcentagem |
| -------------------------- | ------ | --------------------------------------- | ------ | ----------- |
| Marquinhos Trad (PMDB)     | 15800  | MS Cada Vez Melhor                      | 47.015 | 3,58%       |
| Paulo Corrêa (PR)          | 22222  | Mato Grosso do Sul com a Força de Todos | 39.540 | 3,01%       |
| Grazielle Machado (PR)     | 22123  | Mato Grosso do Sul com a Força de Todos | 39.374 | 3,00%       |
| Renato Câmara (PMDB)       | 15150  | MS Cada Vez Melhor                      | 36.903 | 2,81%       |
| Junior Mochi (PMDB)        | 15555  | MS Cada Vez Melhor                      | 35.297 | 2,69%       |
| Zé Teixeira (DEM)          | 25121  | Novo Tempo                              | 32.069 | 2,44%       |
| Eduardo Rocha (PMDB)       | 15123  | MS Cada Vez Melhor                      | 30.873 | 2,35%       |
| Angelo Guerreiro (PSDB)    | 45055  | Novo Tempo                              | 29.534 | 2,25%       |
| Professor Rinaldo (PSDB)   | 45045  | Novo Tempo                              | 29.386 | 2,24%       |
| Felipe Orro (PDT)          | 12345  | Mato Grosso do Sul com a Força de Todos | 28.571 | 2,18%       |
| Beto Pereira (PDT)         | 12000  | Mato Grosso do Sul com a Força de Todos | 27.182 | 2,07%       |
| Flávio Kayatt (PSDB)       | 45456  | Novo Tempo                              | 25.685 | 1,96%       |
| Onevan de Matos (PSDB)     | 45123  | Novo Tempo                              | 24.822 | 1,89%       |
| Lídio Lopes (PEN)          | 51777  | MS Cada Vez Melhor                      | 23.643 | 1,80%       |
| Mara Caseiro (PT do B)     | 70000  | MS Cada Vez Melhor                      | 23.532 | 1,79%       |
| Márcio Fernandes (PT do B) | 70123  | MS Cada Vez Melhor                      | 22.357 | 1,70%       |
| Maurício Picarelli (PMDB)  | 15715  | MS Cada Vez Melhor                      | 22.536 | 1,70%       |
| Antonieta Amorim (PMDB)    | 15615  | MS Cada Vez Melhor                      | 21.860 | 1,66%       |
| Barbosinha (PSB)           | 40456  | MS Cada Vez Melhor                      | 21.554 | 1,64%       |
| Cabo Almi (PT)             | 13699  | Mato Grosso do Sul com a Força de Todos | 21.195 | 1,61%       |
| João Grandão (PT)          | 13111  | Mato Grosso do Sul com a Força de Todos | 21.127 | 1,61%       |
| Amarildo Cruz (PT)         | 13013  | Mato Grosso do Sul com a Força de Todos | 20.585 | 1,57%       |
| Pedro Kemp (PT)            | 13613  | Mato Grosso do Sul com a Força de Todos | 20.174 | 1,54%       |
| Dr. George Takimoto (PDT)  | 12012  | Mato Grosso do Sul com a Força de Todos | 16.586 | 1,26%       |

Obs.: A tabela acima mostra somente os candidatos eleitos.